# Joseph Muscat
Joseph Muscat, född den 22 januari 1974 i Pietà, Malta, är en maltesisk politiker (Partit Laburista). Han var Maltas premiärminister 2013–2020. 
Hans parti vann parlamentsvalet 2013 och Muscat bildade en majoritetsregering. Han var ledamot av Europaparlamentet mellan 2004 och 2008 för Partit Laburista och tillhörde den Socialdemokratiska gruppen, men lämnade sin post 30 september 2008 för att bli Partit Laburistas partiledare. 
Muscat valde 2017 att utlysa nyval nio månader innan ordinarie val skulle hållas efter anklagelser om korruption mot hans hustru. Anklagelserna, publicerade i en blogg den 20 april 2017, menade att Michelle Muscat var ägare av offshorebolaget Egrant i Panama. Premiärministern uttalade att anklagelserna inte stämde och ansåg att ett nyval behövde hållas för att skydda Malta från osäkerhet. Valet 2017 var en jordskredsseger av Muscat och Partit Laburista.